# Caluromys lanatus
Caluromys lanatus är en pungdjursart som först beskrevs av Ignaz von Olfers 1818. Caluromys lanatus ingår i släktet ullpungråttor och familjen pungråttor. IUCN kategoriserar arten globalt som livskraftig.
Artepitet lanatus är latin med betydelse ullig.

## Utseende
Arten når en kroppslängd av 20 till 32 cm (huvud och bål), en svanslängd av 33 till 43,5 cm och en vikt mellan 290 och 410 g. Kroppen är täckt av tät och ullig päls. Svansen används som gripverktyg och den är därför naken vid spetsen. Ryggen och kroppssidorna har en rödbrun till ljusbrun färg och på undersidan förekommer gulvit päls. Ibland är bukens mitt gråaktig. På axlarna, överarmarna och låren är den rödbruna färgen mörkast. Huvudet kännetecknas av ett ljusgrått ansikte med rödbruna ringar kring ögonen, en mörkare region på näsan och bruna nakna öron. Arten har även väl utvecklade morrhår.

## Utbredning och habitat
Pungdjuret förekommer i norra Sydamerika. Arten vistas i låglandet och på upp till 2 000 meter höga bergstrakter. Habitatet utgörs främst av regnskogar.

## Ekologi
Individerna är aktiva på natten och de klättrar främst i växtligheten. På dagen vilar de i trädens håligheter som troligen fodras med mjukare material. När ingen parning sker lever hanar och honor ensam. Födan utgörs huvudsakligen av frukter. Dessutom äter Caluromys lanatus i mindre mått andra växtdelar, nektar, naturgummi, ryggradslösa djur och några små ryggradsdjur som fåglar och gnagare.
Honor kan ha upp till tre kullar per år och parningen är inte bunden till någon årstid. En pung (marsupium) utbildas bara före ungarnas födelse. I Amazonområdet föds per kull en eller två ungar och längre söderut kan antalet ungar vara tre eller fyra. Ungarna väger vid födelsen cirka 3,5 g och de lever sina första dagar i moderns pung. Könsmognaden infaller efter 7 till 8 månader.
Andra arter av samma släkte föll offer för större ormar, för ugglor och för kattdjur som klättrar i träd.

## Underarter
Arten delas in i följande underarter:
- C. l. cicur
- C. l. lanatus
- C. l. nattereri
- C. l. ochropus
- C. l. ornatus
- C. l. vitalinus